# Talismania
Talismania es un género de peces marinos de la familia de los alepocefálidos, distribuidos por aguas profundas de todos los grandes océanos del planeta.
Su nombre procede del griego telesma, que en principio significaba "hacer un sacrificio" y posteriormente "talismán".

## Especies
Existen once especies consideradas válidas:
- Talismania antillarum (Goode y Bean, 1896)
- Talismania aphos (Bussing, 1965)
- Talismania bifurcata (Parr, 1951)
- Talismania brachycephala Sazonov, 1981
- Talismania bussingi Sazonov, 1989
- Talismania filamentosa Okamura y Kawanishi, 1984
- Talismania homoptera (Vaillant, 1888)
- Talismania kotlyari Sazonov y Ivanov, 1980
- Talismania longifilis (Brauer, 1902)
- Talismania mekistonema Sulak, 1975
- Talismania okinawensis Okamura y Kawanishi, 1984